# Оборонная улица (Петрозаводск)
Оборонная улица — улица в Петрозаводске. Расположена в районе Древлянка. Проходит от улицы Попова до улицы Новосёлов. Длина — около 2100 метров. Участок от проезда Алексея Афанасьева до Чистой улицы не построен.

## История
При планировании улицы в 2014 году её фрагмент от улицы Новосёлов до Лососинского шоссе имел отдельное название — Майская улица (в честь 9 Мая). Впоследствие Майская улица была включена в состав Оборонной улицы.
Название объединённой улице было дано в память об обороне Петрозаводска в сентября 1941 года, проходившей в окрестностях этого места, и утверждено в 2015 году.
Большая часть улицы была построена в 2021 году. В сентябре того года был введен в эксплуатацию светофор на перекрестке Оборонной улицы и Лососинского шоссе. В декабре был установлен дополнительный светофор близ Школы № 55.
Весной 2022 года началась реконструкция Лососинского шоссе, в связи с чем светофор на перекрестке с Оборонной улицей был демонтирован. В настоящее время его работа не восстановлена.

## Застройка

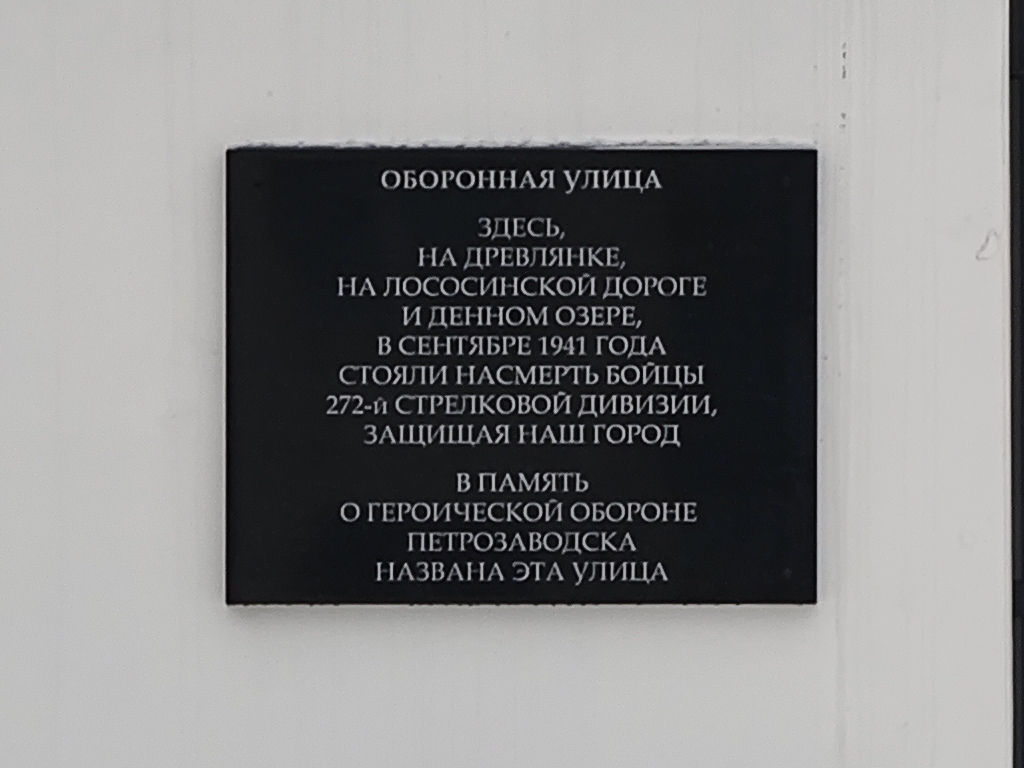
Памятная табличка на здании школы № 55 (Оборонная улица, 5)

### Нечётная сторона
№ 5 — Школа № 55. Построена в 2021 году.
№ 9, № 11 — жилая застройка (ЖК «Сампо»)
Также, на нечётной стороне строится новый торговый центр.

### Чётная сторона
Вдоль чётной стороны расположена жилая застройка ЖК «Скандинавия».

## Транспорт

### Автобусы
На улице осуществляется автобусное движение на участке от Лососинского шоссе до улицы Новосёлов. Оборудовано два остановочных пункта: «Оборонная улица» (в обоих направлениях) и «Скандинавский проезд» (в направлении Лососинского шоссе).
Через улицу проходит 8 автобусных маршрутов:
- № 4 «Рабочая улица — Финский проезд»;
- № 12 «Финский проезд — ЖК Бульвар у родников»;
- № 14 «Рабочая улица — Финский проезд»;
- № 17 «Финский проезд — ЖК Бульвар у родников»;
- № 19 «Финский проезд — ЗАО „Петрозаводскмаш“»;
- № 23 «Финский проезд — Зимник»;
- № 26 «Кемская улица — Финский проезд»;
- № 28 «Рабочая улица — Финский проезд».